# Cappella di San Pietro (Celle Ligure)
La cappella di San Pietro è un luogo di culto cattolico situato nella zona di Brasi, in via Brasi, nel comune di Celle Ligure in provincia di Savona. Si trova in prossimità della chiesa parrocchiale di San Giorgio.

## Storia e descrizione
La cappella potrebbe essere la più antica di tutta Celle Ligure: viene infatti citata in un atto notarile del 1181.
La struttura attuale è a navata unica e dallo stile dell'altare e dei dipinti dovrebbe risalire al XVII secolo. In facciata presentava un pronao ora crollato ed è dotata di un piccolo campanile.
L'edificio è abbandonato ed in pessimo stato di conservazione, quasi completamente coperto di vegetazione e oggetto di infiltrazioni di acqua dal tetto. All'interno è un piccolo altare barocco con dipinti ai lati le immagini di Santa Apollonia e Sant'Antonio.